# 진천군의 향토유적
진천군의 향토유적은 다음 각 호에 해당하는 것을 말한다.
1. 「문화재보호법」, 「충청북도 문화재보호조례」 규정에 의거 지정 또는 등록되지 아니한 것으로서 향토의 역사적, 예술적, 학술적 가치가 있는 것과 이에 준하는 자료
2. 향후 문화재로서 보존가치가 있을 것으로 기대되는 유적
3. 향토문화, 토속, 풍속을 연구하는데 필요한 자료

## 참고 문헌
- 진천군 홈페이지 - 고시/공고
- 진천군보